# Гамбия (лек крайцер, 1940)
Гамбия (на английски: HMS Gambia (48), от на английски: Gambia – Гамбия) е лек крайцер на британския Кралски флот, от времето на Втората световна война. Един от крайцерите тип „Фиджи“ (Колъни или Краун Колъни – 1-ва серия първа серия).
Поръчан през 1939 г. и заложен в корабостроителницата Swan Hunter в Нюкасъл ъпон Тайн на 24 юли 1939 г. Крайцерът е спуснат на вода на 30 ноември 1940 г. и е първият кораб с това име в британския флот. Влиза в строй на 21 февруари 1942 г.

## История на службата
След влизането си в строй и провеждането на изпитания, крайцерът преминава в Розайт, където на него допълнително поставят 6 20-mm оръдия Ерликон, след това през март 1942 г. крайцерът преминава в Скапа Флоу на Оркнейските острови, влизайки в състава на 10-та крайцерска ескадра на Home Fleet за подготвяне за служба в 4-та крайцерска ескадра на Източния флот.

### Преход в Далечния изток
След края на всички работи „Гамбия“ преминава в Клайд, за да влезе в състава на ескорта на войсковия конвой WS-18. На 14 април заедно с крайцера HMS Frobisher, разрушителя HMS Tetcott и нидерландския разрушител Hr.Ms. Van Galen излизат в състава на ескорта на дадения конвой. В състава на конвоя също е включена плавбазата за разрушители HMS Hecla. На 29 април конвоят пристига във Фрийтаун и на 5 май със същия ескорт поема нататък. На 13 май „Гамбия“ напуска състава на ескорта, съпровождайки повредения HMS Hecla, който се натъква на мина край бреговете на Южна Африка. Двата кораба се насочват за Саймънстаун. На 18 май „Гамбия“ отплава за Kilindini, за да се съедини със своята нова ескадра. На 29 май той съвместно с линкора HMS Warspite и самолетоносачите HMS Illustrious и HMS Formidable се насочва за Цейлон, за да възстанови там базата; с пристигането си там крайцерът пристъпва към патрулна служба в Индийския океан в течение на юни.

### В състава на Източния флот
На 13 юли крайцерът заедно със спомагателния крайцер HMS Worcestershire влиза в състава на ескорта на конвоя Schooner, връщащ части на ANZAC от Цейлон в Австралия на борда на лайнерите Queen Mary, Aquitania, Ile de France, Nieuw Amsterdam и Queen of Bermuda. На 19 юли е сменен в състава на ескорта от американския крайцер USS Phoenix (CL-46) и се връща в Цейлон.

#### Десанта в Мадагаскар
През август крайцерът заедно с корабите на Източния флот преминава в Момбаса за провеждането на планирания десант на Мадагаскар (Operation Stream). На 5 септември с линкора HMS Warspite, самолетоносача HMS Illustrious, крайцерите HMS Birmingham, HMS Dauntless и HMS Caradoc, и разрушители излиза в морето и образува Съединение „M“, което подсигурява десанта. На 13 септември крайцерът, съвместно с крайцера HMS Birmingham и нидерландския крайцер Hr.Ms. Van Heemskerk, съпровожда транспортите с 29-а пехотна бригада (29th Infantry Brigade), която десантира в Majunga. Крайцерът остава в района на десанта в течение на цялата операция, след което отплава за докуване в Бомбай. След края на докуването, на 12 ноември, се връща към патрулните операции в Индийския океан.
На 28 ноември заменя австралийския крайцер HMAS Adelaide и нидерландския Hr.Ms. Heemskerck в качеството на ескорт за конвоя OW-1. През декември – януари 1943 г. крайцерът продължава патрулирането си в Индийския океан.
На 6 февруари от Сокотра заедно с крайцера HMS Devonshire влиза в охраната на войсковия конвой на ANZAC, връщащ войски от Суец в Австралия (Operation Pamphlet). Конвоят се състои от лайнерите Queen Mary, Aquitania, Ile de France, Nieuw Amsterdam и Queen of Bermuda, прикритие осъществяват линкорите HMS Revenge, HMS Resolution и HMS Warspite, крайцерът HMS Mauritius и 6 разрушителя. На 17 февруари крайцерът се насочва от Фримантъл за Дърбан. На 17 март крайцерът става флагмански кораб на 4-та крайцерска ескадра и до май осъществява защита на търговското плаване в Индийския океан.

### Предаване в състава на новозеландския флот
На 28 май крайцерът, през Кейптаун, се насочва за Великобритания, където на 16 юни влиза за ремонт и преоборудване в гражданска корабосторителница в Ливърпул, тъй като крайцерът вече е решено да се предаде в състава на новозеландския флот, за да замени повредените крайцери HMS Achilles и HMS Leander. В хода на ремонта е свалено авиационното оборудване, добавени са 10-cm радар Type 272 и допълнителен радар за управление на огъня Type 283. През септември крайцерът преминава изпитания в порта и едновременно на 22 септември е предаден в състава на новозеландския флот. След завършване на изпитанията, „Гамбия“ на 11 октомври се присъединява към флота на метрополията в Скапа Флоу. През декември крайцерът е преведен в Плимът за служба при северозападните подходи.

### Патрулиране в Централния Атлантик
На 12 декември заедно с крайцера HMS Glasgow е разгърнат север-северозападно от Азорските острови за, съвместно с авиацията на бреговото командване, издирване и прихващане на немски съдове за снабдяване и блокадопробивачи (Operation Stonewall). На 23 декември операцията е отменена след потопяване на блокадопробивач от самолети. На 27 декември „Гамбия“ се намира на остров Фаял, Азорски острови, когато пристига заповед за прихващане на немския моторен кораб Alsterufer. Той успешно избягва откриване от крайцерите, но на 27 декември е засечен на 500 мили северозападно от нос Финистере, заобиколил позициите на крайцерите от югоизток. „Гамбия“ и наличните към този момент крайцери HMS Glasgow, HMS Enterprise, HMS Penelope и HMS Ariadne са пренасочени за прихващане, но още преди пристигането на крайцерите Alsterufer е подпален и потопен от HMS Halifax на бреговото командване. На 28 декември крайцерът не успява да участва в боя в Бискайския залив на крайцерите HMS Glasgow и HMS Enterprise с немските разрушители е изпратен за спасяване на немските моряци от Alsterufer. На 30 декември крайцерът е сменен в патрула от лидерите на Свободна Франция Le Fantasque и Le Malin и се връща в Плимът.

### Отново в състава на Източния флот
На 30 януари 1944 г. крайцерът отново отива в състава на Източния флот през Средиземноморието. На 19 февруари влиза в състава на 4-та крайцерска ескадра в Тринкомале. Още на 22 февруари излиза в морето за търсене на блокадопробивачи югозападно от Кокосовите острови съвместно със самолетоносача HMS Illustrious, тежкия крайцер HMS Sussex, разрушителя HMS Rotherham и нидерландския разрушител Hr.Ms. Tjerk Hiddes (Operation Sleuth). На 28 февруари „Гамбия“ се насочва за дозареждане във Фримантъл, където пристига на 2 март.
На 8 март „Гамбия“ ескортира конвой в Индийския океан, след което на 17 март пристига в Тринкомале.
На 21 март „Гамбия“ излиза в морето съвместно с линкорите HMS Queen Elizabeth и HMS Valiant, линейния крайцер HMS Renown, крайцерите HMS London и HMS Ceylon в съпровождение на 10 разрушителя за провеждането на настъпателни действия в Индийския океан (Operation Diplomat). На 27 март корабите се срещат с американския самолетоносач USS Saratoga (CV-3), с разрушителите в съпровождение, и тези кораби съвместно с корабите на Източния флот на 2 април пристигат в Тринкомале.
На 18 април „Гамбия“ участва в операцията „Кокпит“ (Operation Cockpit) – атаката над Сабанг от Съединение 70 в състав британският самолетоносач HMS Illustrious и временно придаденият на Източния флот американски USS Saratoga (CV-3). Изначално крайцерът се намира в състава на Съединение TF69, прикриващо самолетоносачите. Освен „Гамбия“ то се състои от линкорите HMS Queen Elizabeth и HMS Valiant, френския линкор Richelieu крайцерите HMS Nigeria, HMS Ceylon, HMS Newcastle и нидерландския крайцер Hr.Ms. Tromp. На 21 април корабите се връщат в Тринкомале.
На 6 май крайцерът участва в прикритието на поредното нападение. Този път над Сурабая (Operation Transom). Крайцерът влиза в състава на Съединение TF65: линкорите HMS Queen Elizabeth и HMS Valiant, френският Richelieu, крайцерът HMS Nigeria и нидерландският крайцер Hr.Ms. Tromp. Самолетоносачите HMS Illustrious и USS Saratoga (CV-3) съставят Съединение TF66. На 8 май крайцерът окончателно е предаден на новозеландския флот, без оперативния контрол. На 15 май корабите се зареждат в залива Ексмут в Западна Австралия. На 17 май самолетоносачите нанасят удар по Сурабая, а на 27 май корабите се връщат в Тринкомале.
На 10 юни „Гамбия“ съпровождайки самолетоносача HMS Illustrious и ескортния самолетоносач HMS Atheling излиза в Бенгалския залив за провеждането там на настъпателни действия. На 11 юни самолетоносачите нанасят удар по Сабанг, което е отвличащо вниманието действие от десанта на американците на Марианските острови. На 13 юли крайцерът отплава за Мадрас, за да приеме на борда си персонал на FAA и да го достави в Коломбо. На 17 юли „Гамбия“ пристига в Коломбо получавайки време за отдих на екипажа.
През юли крайцерът провежда учения заедно с корабите на Източния флот.
На 22 юли крайцерът излиза за участие в операцията по обстрел на Сабанг (Operation Crimson) заедно с крайцерите HMS Kenya, HMS Ceylon, HMS Nigeria, HMS Cumberland, нидерландския Hr.Ms. Tromp и разрушители той съставлява ескорта на линкорите HMS Queen Elizabeth и HMS Valiant, линейния крайцер HMS Renown и френския линкор Richelieu. На 25 юли той съвместно с HMS Kenya обстрелва бреговите батареи на Сабанг.
От 10 септември до 6 октомври крайцерът преминава поредния си ремонт в Коломбо, след което се присъединява към своята ескадра.
На 16 октомври крайцерът съпровожда конвой към Фримантъл, плавайки нататък към Нова Зеландия. През ноември крайцерът посещава редица новозеландски пристанища до своето пристигане в Уелингтън.

### В състава на Тихоокеанския флот
На 22 ноември крайцерът е предаден в състава на сформирания Тихоокеански флот, а през декември влиза за ремонт в Окланд, който завършва на 26 януари 1945 г.
На 14 февруари крайцерът отплава за Сидни в състава на силите за съпровождение на линкора HMS Howe съвместно с австралийските разрушители HMAS Quality и HMAS Queenborough. По време на прехода на линкора има учебни стрелби.
На 1 март „Гамбия“ излиза с част от Тихоокеанския флот в състав Съединение TF113 за провеждане на учения преди десанта на остров Манус. На 17 март TF113 отплава за Манус. На 23 март британското съединение взема американското обозначение TF57, след като е решено, че съединението ще действа в състава на американския 5-ти флот против летищата на островите Сакишима. „Гамбия“ заедно с крайцерите HMS Swiftsure, HMS Black Prince и HMS Argonaut образуват групата TG57.5. След което корабите отплават от Улити (Operation Iceberg One). На 27 март крайцерът прикрива серията нападения от самолетоносачите HMS Indomitable, HMS Victorious, HMS Illustrious и HMS Implacable над летищата на островите Сакишима. На 1 април корабите са подложени на въздушни атаки, в т.ч. за пръв път и от атаки на камикадзе. На 2 април „Гамбия“ се отделя от главните сили, буксирайки съвместно с австралийския разрушител HMAS Quiberon повредения разрушител HMS Ulster, към Лейт за ремонт на последния. На 4 април корабите срещат австралийските миночистачи HMAS Ballarat и HMAS Lismore. На 6 април „Гамбия“ се връща в състава на съединението съвместно с крайцера HMS Uganda и разрушителите HMS Urchin и HMS Ursa. На 11 април заедно с HMS Uganda се отделя от TF57 и съпровожда самолетоносача HMS Indefatigable, който нанася удари по летища на Формоза (Operation Iceberg Oolong). На 13 април крайцерът погрешка сваля изтребител Hellcat. На 16 април корабите се връщат към основните сили при Сакишима. На 20 април Съединение TF57 отплава за Лейт след 6 удара по островите, където и пристига на 23 април. На борда на „Гамбия“ има 45 души от екипажа, заразени с епидемичен паротит.
На 4 май TF57 излиза в морето за съвместни действия с американското TF58 по нанасянето на въздушни удари и обстрел на островите Сакишима (Operation Iceberg Two). „Гамбия“ съвместно с крайцерите HMS Swiftsure, HMS Uganda, HMS Euryalus и HMS Black Prince отново образува група TG57.5. Тази група се отделя съвместно с линкорите HMS King George V и HMS Howe за обстрел на летището на остров Мияко, отменен след получаването на сигнал от самолетоносачите на група TG57.2, че те са подложени на интензивни въздушни атаки. На 8 май атаките на камикадзета продължават и в хода им самолетоносачите HMS Formidable и HMS Victorious получават повреди. На 23 май съединението отплава за Манус за последващ преход в Сидни за почивка и реорганизация. На 27 май във връзка с предаването на оперативни съединения от 5-ти флот на 3-ти, британското съединение също сменя своето обозначение на TF37. На 30 май корабите отплават за Сидни, където пристигат на 5 юни.
На 28 юни TF37 отплава за Манус, пристигайки там на 4 юли. На 6 юли „Гамбия“ отплава за бреговетте на Япония за съединение с корабите на Тихоокеанския флот, провеждащи началната фаза на операция Олимпик (Operation Olympic) – бомбардировка на японската метрополия. На 16 юли крайцерът се съединилява с корабите на TF37: линкорът HMS King George V, самолетоносачите HMS Formidable, HMS Victorious, HMS Implacable, крайцерите HMS Newfoundland, HMS Achilles, HMS Euryalus, HMS Uganda и HMS Black Prince, и разрушители. На 18 юли крайцерът прикрива авионосната групировка, нанасяща удари по цели в района Токио – Йокохама. От 2 до 4 август „Гамбия“ съвместно с крайцерите HMS Argonaut, HMS Black Prince и HMS Newfoundland подсигуряват радиовръзката между британския Тихоокеански флот и американското TF38. На 9 август крайцерът съвместно с крайцера HMS Newfoundland и разрушителите HMS Termagant и HMS Terpsichore образуват Task Unit 37.1.8 в състава на американския Task Unit 34.8.1 за съвместен обстрел на стоманолеярните заводи в Камаиши. Корабите са подложени на въздушни атаки и „Гамбия“ сваля един самолет. След тази операция корабите се връщат в състава на TF37. На 12 август „Гамбия“ съвместно с линкора HMS King George V, самолетоносача HMS Indefatigable, крайцера HMS Newfoundland и 9 разрушителя от 24-та флотилия са предадени в подчинение на американците, образувайки група TG38.5. На 13 август крайцерът прикрива ударите на самолетоносача по цели и кораби в северните области на Хоншу и Хокайдо. На 15 август зенитчиците свалят атакуващ съединението японски самолет по време на официалното прекратяване на огъня.
На 31 август „Гамбия“ влиза в Токийския залив съвместно с крайцера HMS Newfoundland, където на 2 септември той представлява Нова Зеландия по време на церемонията по капитулацията на японския флот.

## Коментари
1. ↑  Всички данни се привеждат към момента на влизане в строй.